# Фрозиноне
Фрозиноне (итал. Frosinone) град је у средишњој Италији. Фрозиноне је највећи град и средиште истоименог округа Фрозиноне у оквиру италијанске покрајине Лацио.

## Природне одлике
Фрозиноне налази се у средишњем делу Италије, 80 км источно од Рима, седишта покрајине. Град се налази на долини реке Сако, смештеној унутар ланца Апенина, која чини природну везу Рима са југом Италије. Будући да долином иде важан ауто-пут, Фрозиноне се налази у веома повољном положају у држави.

## Географија
| Клима (Фрозиноне)           | Клима (Фрозиноне) | Клима (Фрозиноне) | Клима (Фрозиноне) | Клима (Фрозиноне) | Клима (Фрозиноне) | Клима (Фрозиноне) | Клима (Фрозиноне) | Клима (Фрозиноне) | Клима (Фрозиноне) | Клима (Фрозиноне) | Клима (Фрозиноне) | Клима (Фрозиноне) | Клима (Фрозиноне) |
| Показатељ \ Месец           | .Јан.             | .Феб.             | .Мар.             | .Апр.             | .Мај.             | .Јун.             | .Јул.             | .Авг.             | .Сеп.             | .Окт.             | .Нов.             | .Дец.             | .Год.             |
| --------------------------- | ----------------- | ----------------- | ----------------- | ----------------- | ----------------- | ----------------- | ----------------- | ----------------- | ----------------- | ----------------- | ----------------- | ----------------- | ----------------- |
| Апсолутни максимум, °C (°F) | 19,0 (66,2)       | 21,6 (70,9)       | 26,8 (80,2)       | 27,8 (82)         | 31,4 (88,5)       | 38,0 (100,4)      | 39,2 (102,6)      | 40,4 (104,7)      | 38,2 (100,8)      | 30,0 (86)         | 24,8 (76,6)       | 21,8 (71,2)       | 40,4 (104,7)      |
| Апсолутни минимум, °C (°F)  | −18,0 (−0,4)      | −7,2 (19)         | −7,3 (18,9)       | −2,2 (28)         | 1,4 (34,5)        | 5,4 (41,7)        | 8,7 (47,7)        | 8,0 (46,4)        | 4,7 (40,5)        | −0,4 (31,3)       | −7,2 (19)         | −7,4 (18,7)       | −18 (−0,4)        |
| [ тражи се извор ]          |                   |                   |                   |                   |                   |                   |                   |                   |                   |                   |                   |                   |                   |

## Становништво
Према резултатима пописа становништва 2011. у општини је живело 46.649 становника.
| 1931.  | 1936.  | 1951.  | 1961.  | 1971.  | 1981.  | 1991.  | 2001.  | 2011.  |
| ------ | ------ | ------ | ------ | ------ | ------ | ------ | ------ | ------ |
| 16.368 | 18.447 | 24.688 | 31.155 | 39.028 | 44.644 | 45.815 | 48.636 | 46.649 |

Град Фрозиноне данас има око 48.000 становника, махом Италијана. Током протеклих деценија град је имао раст становништва. Ово је последица близине Рима, који постепено шири своје делатности на шире подручје.

## Партнерски градови
- Елмвуд Парк (Илиноис)
- Текамси
- Nocera Umbra
- Ponza

## Галерија
- Историјска фотографија градског догађаја